# ISO 13490
ISO/IEC 13490 (também conhecido como ECMA-168) é o sucessor do formato ISO 9660 (nível 3), destina-se a descrever o sistema de arquivos de um CD-ROM ou CD-R.
ISO 13490 tem várias melhorias em relação ao seu predecessor. É também um formato mais eficiente, permite a gravação incremental, e permite que tanto o formato ISO 9660 e ISO/IEC 13490 co-existam na mesma mídia. Ele também especifica como usar multisessão corretamente.
Ele é derivado da proposta da Frankfurt Group (formado em 1990 por muitos fabricantes de CD-ROM e CD-R, e grandes empresas de computadores).